# پادشاهی ساکسونی

پادشاهی زاکسن در قالب رایش آلمان از ۱۸۷۱ تا ۱۹۱۸

پادشاهی ساکسونی (آلمانی: Königreich Sachsen) بین سال‌های ۱۸۰۶ و ۱۹۱۸ میلادی یک پادشاهی در آلمان بود که از سال ۱۸۷۱ بخشی از امپراتوری آلمان شد.